# I Karlssons källare
I Karlssons källare är en EP av Peter LeMarc, utgiven 2018. Den är akustiskt inspelad i vännen Peter Karlssons källare, vilket också givit titeln på EP:n. Omslaget är fotograferat med Karlssons mobiltelefon, varpå LeMarc sedan gjorde omslaget. EP:n släpptes i mycket begränsad upplaga, men lades också upp på ett flertal strömningstjänster.

## Låtlista
1. Alla jävlars dag
2. Två veckor i en annan stad
3. Du finns alltid kvar
4. Någonting mer

## Medverkande musiker
- Peter LeMarc - sångare, musiker, kompositör, textförfattare
- Peter Karlsson - producent

### Fotnoter
1. ↑  ”I Karlssons källare”. Svensk mediedatabas. https://smdb.kb.se/catalog/id/003850533. Läst 17 november 2020.
2. ↑  ”LeMarc släpper fyra nya låtar”. SvD. https://www.svd.se/lemarc-slapper-fyra-nya-latar. Läst 17 november 2020.